# Hafnon
L'hafnon (simbolo IMA: Haf) è un minerale molto raro della classe dei minerali dei "silicati e germanati" con composizione chimica Hf[SiO4] e quindi chimicamente un silicato di afnio. Strutturalmente, l'hafnon appartiene ai nesosilicati e al gruppo dello zircone.
L'hafnon è l'unico minerale conosciuto fino a oggi con l'afnio come costituente principale.

## Etimologia e storia
L'hafnon è stato scoperto per la prima volta in vari campioni di minerali provenienti dalle cave di Moneia e Morro Conco, così come nelle pegmatiti di Muiâne ad Alto Ligonha nella provincia di Zambezia, in Mozambico. La prima descrizione fu fatta da J.M. Correia Neves, J.E.L. Nunes e Th. G. Sahama, che chiamarono il minerale come il suo principale costituente, l'afnio, con la desinenza -on che indica la sua stretta relazione con lo zircone.
Nel 1974, l'équipe di mineralogisti guidata da Correia Neves presentò i risultati dei suoi test e il nome scelto all'Associazione Mineralogica Internazionale per la revisione (numero di iscrizione interna dell'IMA: 1974-018), che riconobbe l'hafnon come specie minerale indipendente. La prima descrizione è stata pubblicata nello stesso anno sulla rivista geoscientifica Contributions to Mineralogy and Petrology.
Non è ancora noto un luogo di stoccaggio per il campione tipo del minerale.

## Classificazione
Nell'obsoleta 8ª edizione della sistematica dei minerali secondo Strunz, l'hafnon non è ancora elencato. Solo nella Sistematica dei lapis (Lapis-Systematik) secondo Stefan Weiß, che si basa ancora su questa vecchia forma della sistematica di Strunz per considerazione dei collezionisti privati e delle collezioni istituzionali, al minerale è stato assegnato il sistema e al minerale nº VIII/A.09-20. Nella "sistematica Lapis" ciò corrisponde alla classe dei "silicati e germanati" e quindi alla divisione "nesosilicati con gruppi [SiO4]", per cui i minerali in cui i cationi sono in coordinazione cubica e ottaedrica sono classificati nei gruppi da VIII/A.08 a 12. L'hafnon forma il "gruppo dello zircone" insieme ad atelisite-(Y), coffinite, reidite, stetindite, thorite, thorogummite e zircone.
La 9ª edizione della sistematica dei minerali di Strunz, valida dal 2001 e aggiornata dall'IMA fino al 2024, elenca l'hafnon nella classe "9.A Nesosilicati". Tuttavia, questa è ulteriormente suddivisa in base all'eventuale presenza di ulteriori anioni e alla coordinazione dei cationi coinvolti, in modo che il minerale sia classificato nella suddivisione "9.AD Nesosilicati senza anioni aggiuntivi; cationi in coordinazione [6] e/o maggiore", dove forma il sistema nº 9.AD.30 insieme a stetindite, coffinite, thorite, zircone e thorogummite.
Anche la sistematica dei minerali secondo Dana, utilizzata principalmente nel mondo anglosassone, classifica l'hafnon nella divisione dei "nesosilicati". Qui forma il "gruppo dello zircone" con il sistema nº 51.05.02 nell'ambito della suddivisione "Nesosilicati: gruppi SiO4 solo con cationi in coordinazione maggiore di [6]".

## Chimica
Secondo la composizione teorica dell'hafnon (Hf[SiO4]), il minerale è costituito da un atomo di afnio (Hf) e da un complesso silicato SiO4, costituito da un atomo di silicio e quattro atomi di ossigeno per unità di formula. Ciò corrisponde a una frazione di massa (% in peso) degli elementi di 65,97% in peso di afnio, 10,38% in peso di silicio e 23,65% in peso di ossigeno o in forma di ossido 77,79% in peso di biossido di afnio (HfO2) e 22,21 % in peso di silice (SiO2).
Tuttavia, l'analisi di campioni di minerale naturale dell'hafnon, più precisamente su due cristalli, provenienti dalla località tipo in Mozambico ha rivelato contenuti leggermente diversi rispettivamente di 69,78 e 72,52% in peso di biossido di afnio e 28,32 e 27,20% in peso di silice, nonché ulteriori bassi gradi di 3,28 e 1,21% in peso di ossido di zirconio (ZrO2), rispettivamente, che sostituiscono parte dell'afnio nella formula.
La ragione di ciò è la stretta relazione con lo zircone (Zr[SiO4]), con il quale l'hafnon forma anche una serie completa di cristalli misti. Ciò è supportato anche dal fatto che i cristalli analizzati erano fortemente zonati, con il più alto contenuto di afnio ai bordi esterni. I primi descrittori (J.M. Correia Neves, J.E.L. Nunes e Th.G. Sahama) proposero quindi una nomenclatura adattata in base al rapporto di miscelazione. Lo zirconio può quindi contenere al massimo il 10% in moli di hafnon. Se contiene tra il 10 e il 50% in moli di hafnon, viene definito "zircone contenente hafnon". Al contrario, l'hafnon può contenere un massimo del 10% in moli di zirconio, e viene invece definito "hafnon contenente zirconio" se contiene tra il 10 e il 50% in moli di zirconio.

## Abito cristallino
L'hafnon cristallizza isotipicamente con zircone nel sistema tetragonale nel gruppo spaziale I41/amd (gruppo nº 141) con i parametri del reticolo a = 6,57 Å e c = 5,96 Å oltre a quattro unità di formula per cella unitaria.
La struttura cristallina dell'hafnon corrisponde a quella dello zircone, cioè è costituita da catene a zig-zag con dodecaedri HfO8 paralleli a [100], che sono collegati da angoli e bordi comuni con i tetraedri [SiO4]4− per formare una struttura tridimensionale.

## Origine e giacitura
L'hafnon si forma in pegmatiti granitiche contenenti tantalio. I minerali associati includono albite, antofillite, apatite, bismoclite, bartyte, berillo, cesstibtantite, cookeite, feldspato potassico, ferrocolumbite, cassiterite, kimrobinsonite, manganotantalite, microlite, muscovite, flogopite, quarzo, thorite, tormalina e zircone.
Essendo una rara formazione mineraria, l'hafnon è stato rilevato solo in pochi siti, anche se si considerano noti poco più di 10 siti. L'area intorno all'Alto Ligonha è l'unico sito conosciuto in Mozambico.
Altri siti noti sono:
- le pegmatiti di Forrestania rubellite nella contea di Yilgarn, Australia Occidentale
- i campi di pegmatite nella contea di Fuyun nello Xinjiang in Cina
- la miniera di Tanco nella provincia di Manitoba e la miniera di Leduc nella provincia di Québec in Canada
- Sidi Bou Othmane - comune marocchino della provincia di Rehamna
- le pegmatiti di Bikita nel distretto di Bikita, provincia di Masvingo (Zimbabwe)
- la miniera di Ray Mica (nota anche come miniera di Wray) sulla Hurricane Mountain, a circa 4 km a sud-sudest di Burnsville, nella Carolina del Nord (Stati Uniti).

## Forma in cui si presenta in natura
L'hafnon sviluppa cristalli e frammenti da idiomorfi a irregolari fino a circa un centimetro di dimensione con una lucentezza simile al vetro o al diamante sulle superfici. Nella sua forma pura, l'hafnon è incolore e trasparente. Tuttavia, a causa di miscele estranee, di solito assume un colore da rosso-arancio a giallo-brunastro, per cui la trasparenza diminuisce di conseguenza.